# Пепелище (община Неготино)
 Тази статия е за селото в Северна Македония.  За селото в България вижте Пепелище.  За селото в Егейска Македония, Гърция, със старо име Пепелища или Пипилища, вижте Намата (дем Горуша).
Пепелище или Пепелища (на македонска литературна норма: Пепелиште) е село в Северна Македония, в община Неготино.

## География
Пепелище е разположено на 4 километра североизточно от град Неготино на левия бряг на Вардар срещу село Криволак. На изток от селото е Конечката планина (Серта).

## История
В XIX век Пепелище е предимно помашко село в Тиквешка кааза на Османската империя. Йордан Хаджиконстантинов Джинот пише в 1855 година, че в Пепелища има „прекрасна“ джамия, чието минаре е „е най-искусно правено“, както и „прекрасен палат, един от най-вкусныте европейски зданiя“, който бил запален.
Според статистиката на Васил Кънчов („Македония. Етнография и статистика“) от 1900 година Пепелища има 80 жители българи християни, 850 българи мохамедани и 54 цигани.
След Междусъюзническата война в 1913 година селото попада в Сърбия. Мюсюлманите се изселват от селото и на тяхно място се заселват 43 семейства сръбски колонисти, които с частни средства изкупуват цялата земя на селото.
На етническата си карта от 1927 година Леонард Шулце Йена показва Пепелище (Pepelište) като турско село.
След Втората световна война са заселени и българи от Горна и Долна Горица в Мала Преспа.
В 1993 година е изградена църквата „Свети Илия“.
Според преброяването от 2002 година Пепелище има 1070 жители.
| Националност     | Всичко |
| северномакедонци | 796    |
| албанци          | 0      |
| турци            | 33     |
| роми             | 25     |
| власи            | 0      |
| сърби            | 194    |
| бошняци          | 0      |
| други            | 22     |

## Личности
Родени в Пепелище
- Йован Павлов (р.1935), генерал-майор от Югославската народна армия